# Savin' Me
«Savin' Me» es una canción de la banda de rock canadiense Nickelback, lanzado a través de Roadrunner Records el 24 de abril de 2006 como el tercer sencillo de su quinto álbum de estudio All the Right Reasons (2005). La canción alcanzó el número dos en la lista canadiense de singles, se convirtió en otro top 10 para la banda en Nueva Zelanda, alcanzando el número nueve y alcanzó el puesto 19 en la lista Billboard Hot 100 de Estados Unidos. 
El video musical fue muy bien recibido y se encuentra entre sus videos más conocidos. Cuando la canción volvió a la lista de canciones en vivo de la banda durante su gira Feed the Machine; una versión editada del video, sin las partes que muestran a la banda, se reprodujo en la pantalla grande durante la presentación, siendo la única canción con un video musical durante sus presentaciones en vivo.
El verso "I'm on the ledge of the eighteenth story" es una referencia al capítulo dieciocho del poema Inferno de Dante Alighieri, la primera parte de la Divina Comedia. La canción apareció en los créditos finales de la película The Condemned, así como en los comerciales de la tercera temporada de Battlestar Galactica y la segunda temporada de Prison Break. También fue el tema principal de la serie de televisión Surgery Saved My Life.

## Video musical
El video musical comienza con un hombre con una gabardina vagando cerca de la esquina de una calle con una mirada confusa en su rostro. Luego ve a otro hombre hablando por teléfono celular a punto de ser atropellado por un autobús de tránsito de Nueva Jersey, lo detiene justo a tiempo y luego se aleja. El segundo hombre comienza a mirar a otras personas cuando comienza la canción.
Finalmente, el espectador ve que el segundo hombre ve cronómetros (contando en segundos) con números brillantes contando hacia atrás sobre las cabezas de todos los que lo rodean. Para todos los demás, parece estar loco. Está desconcertado por el significado de los temporizadores hasta que ve a una anciana que es llevada en una camilla a una ambulancia que espera: cuando el temporizador sobre su cabeza llega a cero, ella muere. Poco después, ve a una mujer joven sentada y pelando una naranja. Ella tiene números sobre su cabeza y frente a su estómago de embarazada. También ve que no puede ver el temporizador sobre su propia cabeza. Pronto ve a una mujer de negocios a punto de entrar en su automóvil, y ve que su temporizador se reduce rápidamente mucho más rápido de lo que debería, pasando de millones a un solo dígito en cuestión de segundos. Al darse cuenta de lo que está a punto de suceder, la saca del camino en el último momento, tal como lo hizo el primer hombre al principio, antes de que su auto sea aplastado por una estatua que cae en una caja (que, en una ejemplo de presagio, se puede ver en el aire aproximadamente a la mitad del video (marca de tiempo 2:00 y la letra justo después: "Me estoy cayendo"). El segundo hombre, hablando por un teléfono celular, se aleja con sus propios números resplandecientes reaparecieron en lo alto, tal como lo hizo el hombre que lo había salvado, dejando a la empresaria asombrada cuando ahora ve los temporizadores sobre las cabezas de todos los demás.
La banda está en un apartamento; Chad Kroeger y Ryan Peake están cantando frente a la cámara, pero no se tocan instrumentos; los otros miembros de la banda se ven simplemente mirando a la cámara o al espacio. Fue filmado durante 2 días, en Newark, Nueva Jersey y dirigido por Nigel Dick.

## Posicionamiento en lista
| Lista (2006–2008)                       | Mejor posición |
| --------------------------------------- | -------------- |
| Alemania (Offizielle Deutsche Charts)   | 72             |
| Australia (ARIA)                        | 18             |
| Austria (Ö3 Austria Top 40)             | 43             |
| Canada (Nielsen SoundScan)              | 2              |
| Canada CHR/Pop Top 30 (Radio & Records) | 3              |
| Eslovaquia (Rádio Top 100)              | 25             |
| Irlanda (IRMA)                          | 47             |
| Nueva Zelanda (Recorded Music NZ)       | 9              |
| Países Bajos (Dutch Top 40)             | 25             |
| Países Bajos (Mega Single Top 100)      | 81             |
| Suiza (Schweizer Hitparade)             | 82             |
| Reino Unido (Official Charts Company)   | 77             |
| Estados Unidos (Billboard Hot 100)      | 19             |
| Estados Unidos (Alternative Airplay)    | 29             |
| Estados Unidos (Adult Contemporary)     | 29             |
| Estados Unidos (Adult Top 40)           | 2              |
| Estados Unidos (Mainstream Top 40)      | 6              |
| Estados Unidos (Mainstream Rock)        | 11             |